# Lin Shaye

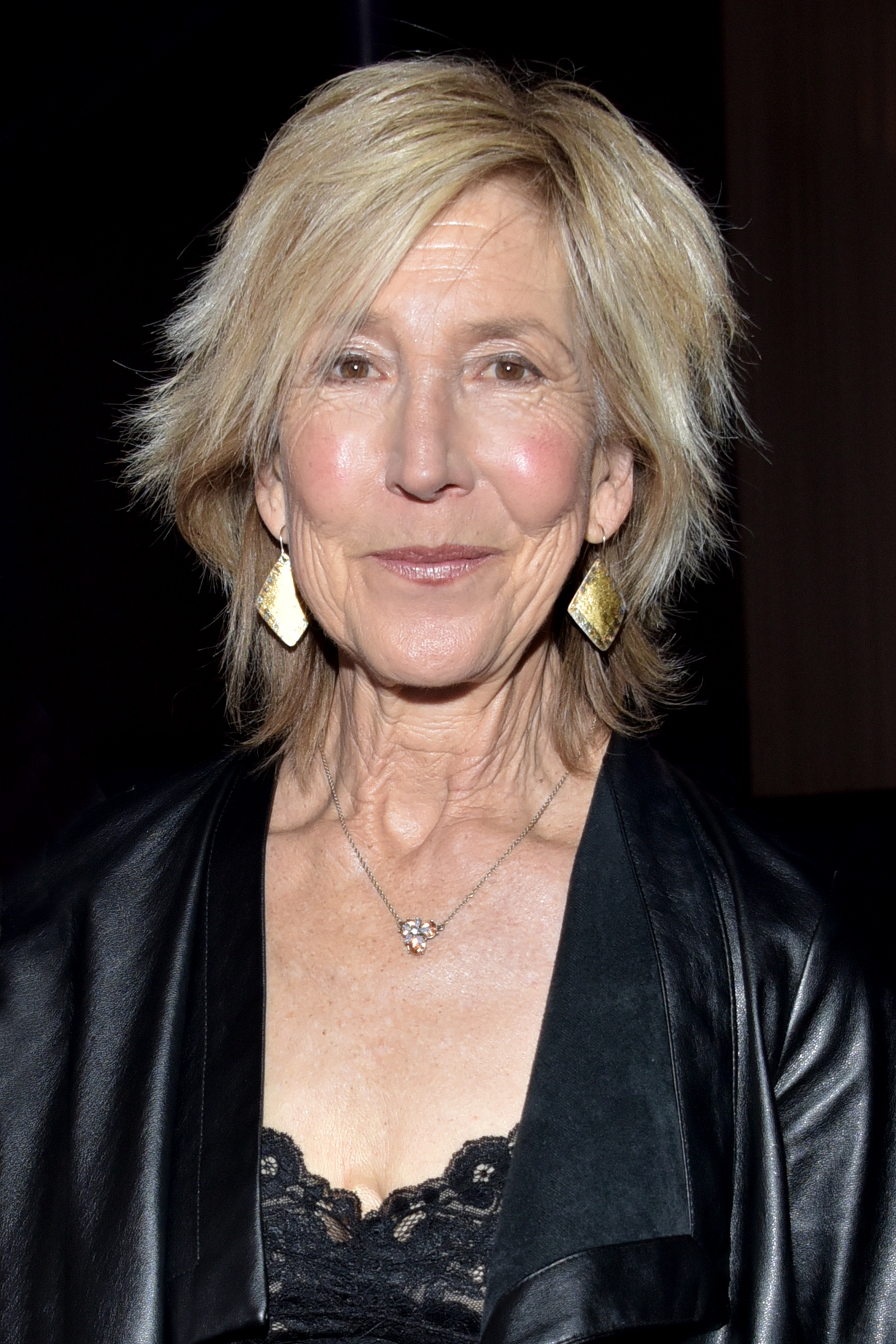
Lin Shaye, April 2017

Linda „Lin“ Shaye (* 12. Oktober 1943 in Detroit, Michigan) ist eine US-amerikanische Schauspielerin.

## Leben
Lin Shaye wurde in Detroit als Tochter von Dorothy, einer Hausfrau, und Max Mendle Shaye, einem Supermarktbesitzer und Maler, geboren. Sie war zweimal verheiratet, unter anderem mit dem Schauspieler Clayton Landey, ist aber mittlerweile von ihm geschieden. Aus dieser Beziehung entstammt ein gemeinsamer Sohn. Sie ist die jüngere Schwester des Filmproduzenten und Regisseurs Robert Shaye.

## Karriere
Shaye spielte am Anfang ihrer Karriere Nebenrollen in verschiedenen Filmen, wie zum Beispiel in dem Film Der Galgenstrick, bei dem Jack Nicholson sowohl Regie führte als auch die Hauptrolle hatte. Danach wirkte sie in einigen Filmen ihres Bruders Robert mit, wie zum Beispiel in dem 1990 erschienenen Film Book of Love. 1994 verkörperte sie in dem Film Dumm und Dümmer die Rolle der Mrs. Neugeboren. Es folgten weitere Auftritte in Filmen wie Kingpin, Verrückt nach Mary und Detroit Rock City.
Shaye spielte in vier Filmen des Regisseurs Walter Hill mit: Long Riders (1980), Zum Teufel mit den Kohlen (Brewster’s Millions, 1985), Ausgelöscht (Extreme Prejudice, 1987) und Last Man Standing (1996). Mit dem Regisseur Jack Sholder arbeitete sie dreimal zusammen: in Zwei Stunden vor Mitternacht (Alone in the Dark, 1982), The Hidden (1987) und Das Porträt des Killers (Sketch Artist II: Hands That See, 1995).
2003 hatte sie in dem Horrorfilm Dead End neben Ray Wise und Alexandra Holden die Rolle der Laura Harrington. 2004 stellte sie in dem Film The Hillside Strangler Jenny Bueno dar, die Mutter des Serienmörders Angelo Bueno. In dem Film Snakes on a Plane war sie 2006 in der Rolle der Grace zu sehen. In Insidious und seinen Fortsetzungen war sie die Darstellerin des Mediums Elise Rainier.

## Filmografie (Auswahl)
- 1978: Der Galgenstrick (Goin’ South)
- 1980: Long Riders (The Long Riders)
- 1982: Jekyll und Hyde – Die schärfste Verwandlung aller Zeiten (Jekyll and Hyde… Together Again)
- 1984: Nightmare – Mörderische Träume (A Nightmare on Elm Street)
- 1986: Critters – Sie sind da! (Critters)
- 1987: The Hidden – Das unsagbar Böse (The Hidden)
- 1987: Ausgelöscht (Extreme Prejudice)
- 1987: Running Man (The Running Man)
- 1987: Blondinen sterben früher (Slam Dance)
- 1988: Critters 2 – Sie kehren zurück (Critters 2: The Main Course)
- 1993: Even Cowgirls Get the Blues
- 1993: Loaded Weapon 1 (National Lampoon’s Loaded Weapon)
- 1993: Amityville – A New Generation
- 1994: Freddy’s New Nightmare
- 1994: Dumm und Dümmer (Dumb & Dumber)
- 1996: Kingpin
- 1998: Verrückt nach Mary (There’s Something About Mary)
- 1999: Detroit Rock City
- 2002: Wish You Were Dead
- 2002: Ebola – Anschlag auf den Präsidenten (Contagion)
- 2001: Ohne Worte (Say It Isn’t So)
- 2002: Boat Trip
- 2003: Dumm und dümmerer (Dumb and Dumberer: When Harry Met Lloyd)
- 2003: Dead End
- 2003: Unzertrennlich (Stuck on You)
- 2004: Cinderella Story (A Cinderella Story)
- 2004: The Hillside Strangler
- 2005: 2001 Maniacs
- 2005: Hoboken Hollow
- 2006: Driftwood
- 2006: Hood of Horror
- 2006: Surf School
- 2006: My Name Is Earl (Fernsehserie, Episode 1x24)
- 2006: Snakes on a Plane
- 2008: Asylum
- 2010: 2001 Maniacs 2 – Es ist angerichtet (2001 Maniacs: Field of Screams)
- 2010: Insidious
- 2010: Killer Expendables (Killer by Nature)
- 2011: Rosewood Lane
- 2011: A Good Old Fashioned Orgy
- 2012: Die Stooges – Drei Vollpfosten drehen ab (The Three Stooges)
- 2012: Jewtopia
- 2012: Noobz – Game Over (Noobz)
- 2013: Crazy Kind of Love
- 2013: Insidious: Chapter 2
- 2013: Big Ass Spider!
- 2013: All American Christmas Carol
- 2014: Ouija – Spiel nicht mit dem Teufel (Ouija)
- 2014: The Signal
- 2014: Grace
- 2015: Insidious: Chapter 3 – Jede Geschichte hat einen Anfang (Insidious: Chapter 3)
- 2015: Abattoir – Er erwartet dich! (Abattoir)
- 2016: The Midnight Man
- 2016: Ouija: Ursprung des Bösen (Ouija: Origin of Evil)
- 2017: Grow House
- 2017: Mountain Top
- 2017: All About the Money
- 2018: Insidious: The Last Key
- 2018: The Final Wish
- 2020: The Grudge
- 2020: Anderson Falls – Ein Cop am Abgrund (Anderson Falls)
- seit 2020: Penny Dreadful: City of Angels (Fernsehserie)
- 2020: The Call
- 2021: American Boogeyman – Faszination des Bösen (Ted Bundy: American Boogeyman)
- 2022: We Are Gathered Here Today
- 2022: Frank & Penelope
- 2023: Insidious: The Red Door

## Videospiele
- 2022: The Quarry (Originalstimme von Constance Hackett)
- 2000: Code Blue (Originalstimme von Leslie Miller)